# イフ (ブルートーンズの曲)
「イフ」(If...)はイギリスのロックバンド、ブルートーンズのシングル、もしくはその表題曲。『リターン・トゥ・ザ・ラスト・チャンス・サルーン』からのセカンドシングルとして全英13位を記録、5週チャートインし、先行シングルの「ソロモン・バイツ・ザ・ウォーム」以上のロングヒットを見せた。
表題曲は、ベースリフから始まり、徐々に盛り上がりながら最後は大合唱で終わるというアンセム曲で、ライヴでもアンコールの最後に演奏されることも多い。そのライヴにおいては、曲の後半にクイーンの「RADIO GA GA」が挿入されることもある。
またカップリングの「ブルー・シャドウズ」は、映画「サボテン・ブラザース」挿入歌(ランディ・ニューマン作)のカバー曲。

## 収録曲
- CD

1. If...
2. Blue Shadows
3. The Watchman

- 7" / Cassette

1. If...
2. Blue Shadows